# Sýkavka zlatočelá
Sýkavka zlatočelá (Chloropsis aurifrons) je asi 18 cm velký pěvec z čeledi sýkavkovitých (Chloropseidae).

## Popis
Dospělci jsou převážně zelení s černým obličejem a hrdlem, toto černé zbarvení je u samic matnější, než u samců. Mají oranžové čelo a modré opeření pod zobákem. Mladí ptáci výrazné zbarvení hlavy zcela postrádají. Nohy a zobák jsou načernalé. Sýkavka někdy napodobuje volání jiných ptáků.

## Výskyt
Celoročně se zdržuje v lesích a křovinách v Indii, na Srí Lance a na území jihovýchodní Asie.

## Ekologie
Živí se hmyzem a měkkými plody. Hnízdo z jemných stonků, částí listů a kořínků buduje na stromě, obvykle na konci větve, v jedné snůšce jsou pak 2-3 vejce. Inkubace vajec trvá u sýkavkovitých asi čtrnáct dní, po tuto dobu samec krmí samici, která sedí na vejcích.